# Jan Maarten Slagter
Jan Maarten Slagter (Leiden, 9 augustus 1969) is een Nederlandse journalist en belegger. Hij was tot 2014 directeur van de Vereniging van Effectenbezitters (VEB).
Van 1 oktober 2007 was Jan Maarten Slagter de directeur van de Vereniging van Effectenbezitters waar hij Peter Paul de Vries is opgevolgd. In dienst van de VEB behartigt Jan Maarten Slagter de belangen van voornamelijk kleine beleggers. Halverwege 2014 maakte hij plaats voor Paul Koster.
Tot en met medio 2016 werkte hij bij  Business University Nyenrode, en begin 2016 kwam er een boek van zijn hand uit over KPN.
Jan Maarten Slagter studeerde rechten in Leiden en was in zijn studietijd een jaar voorzitter van studentenvereniging ALSV Quintus. Daarna heeft hij vier jaar gewerkt als advocaat op het gebied van fusies en overnames bij Loeff Claeys Verbeke. In 1998 is hij overgestapt van de advocatuur naar de media en is in dienst getreden als redacteur bij het Financieele Dagblad. Voor deze krant is Jan Maarten Slagter vanaf 2004 gestationeerd geweest als correspondent in Londen.
Slagter was vanaf mei 2015 tot januari 2017 commissaris bij KPMG. Vanaf 1 januari 2017 is hij CEO van het International Bureau of Fiscal Documentation (IBFD).